# Symphonie no 6 de Joseph Haydn
Pour les articles homonymes, voir Symphonie no 6.
« Le Matin »
La Symphonie no 6 en ré majeur intitulée le Matin Hob. I:6 est une symphonie du compositeur autrichien Joseph Haydn, composée en 1761.

## Analyse de l'œuvre
La symphonie comporte quatre mouvements :
1. Adagio - Allegro : les six premières mesures évoquent un lever de soleil
2. Adagio - Andante - Adagio : avec violons et violoncelles concertants, le premier étant prépondérant
3. Menuet : style à la française suivi d'un trio où dialoguent le basson, la contrebasse et le violoncelle.
4. Allegro : dialogue concertant qui met en valeur la flûte, le violon et le violoncelle

Durée approximative : 24 minutes.

## Instrumentation
- une flûte, deux hautbois, un basson, deux cors, un violon concertant, un violoncelle concertant, cordes, continuo.

## Source
- François-René Tranchefort Guide de la musique symphonique Fayard 1989 p.301 (ISBN 2-213-01638-0)